# 知多半島

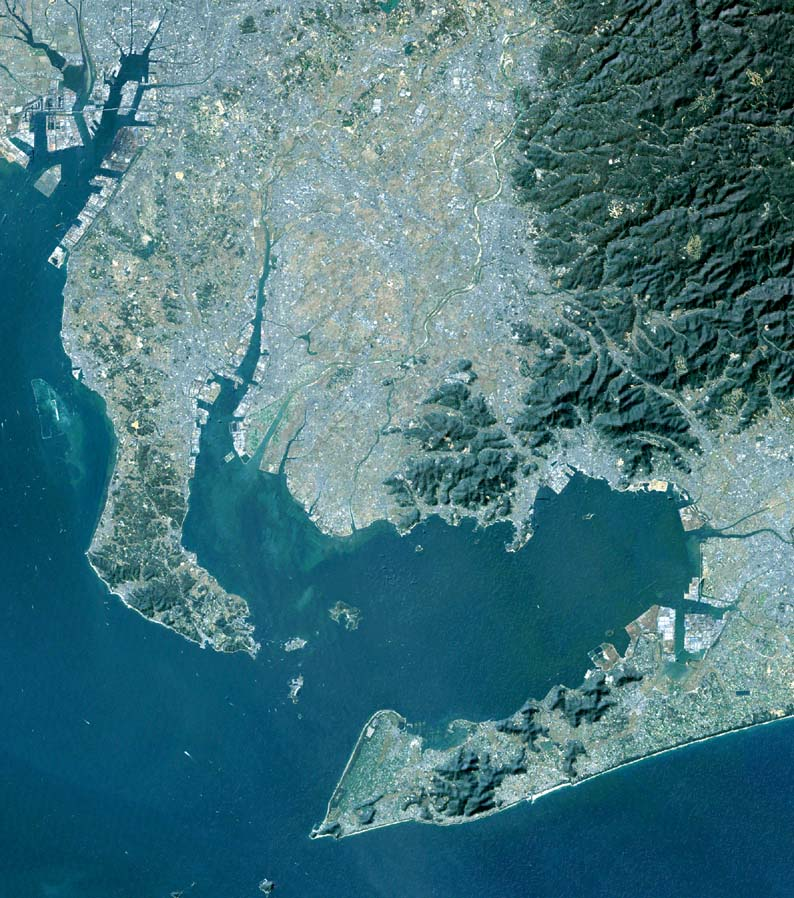
知多半島（左）、渥美半島（下）、三河湾（間）のランドサット衛星写真。スペースシャトル標高データ使用。

知多半島（ちたはんとう）は、愛知県西部、名古屋市や豊明市、刈谷市の南に突き出した半島。西は伊勢湾、東は知多湾・三河湾に挟まれている。南は伊良湖水道を経て太平洋に通じている。蟹のツメの様に渥美半島と向き合っている。
知多半島の海岸部及び湾内の島々は三河湾国定公園、それに隣接する内陸部は南知多県立自然公園となっている。

## 地理
比較的細長い半島で、平地は狭く、ほとんどが緩やかな丘陵からなっている。海岸段丘の切り立った海岸も多い。最先端は南知多町にある羽豆岬である。
丘陵は地形的には愛知県中部を縦断する尾張丘陵の南に続くかたちとなっており、鞍流瀬川より南が大府丘陵、さらに阿久比川や大田川より南が知多丘陵となっている。
地方自治体としては、東海市、大府市、知多市、常滑市、半田市、知多郡の東浦町、阿久比町、武豊町、美浜町、南知多町の5市5町の全域、および名古屋市緑区と豊明市の一部が該当する。人口615,393人、面積392.05km²、人口密度1,570人/km²。（2025年7月1日、推計人口）。大府市と阿久比町は海に面していない。美浜町と南知多町は伊勢湾と三河湾の両方に面している。

## 経済・地理

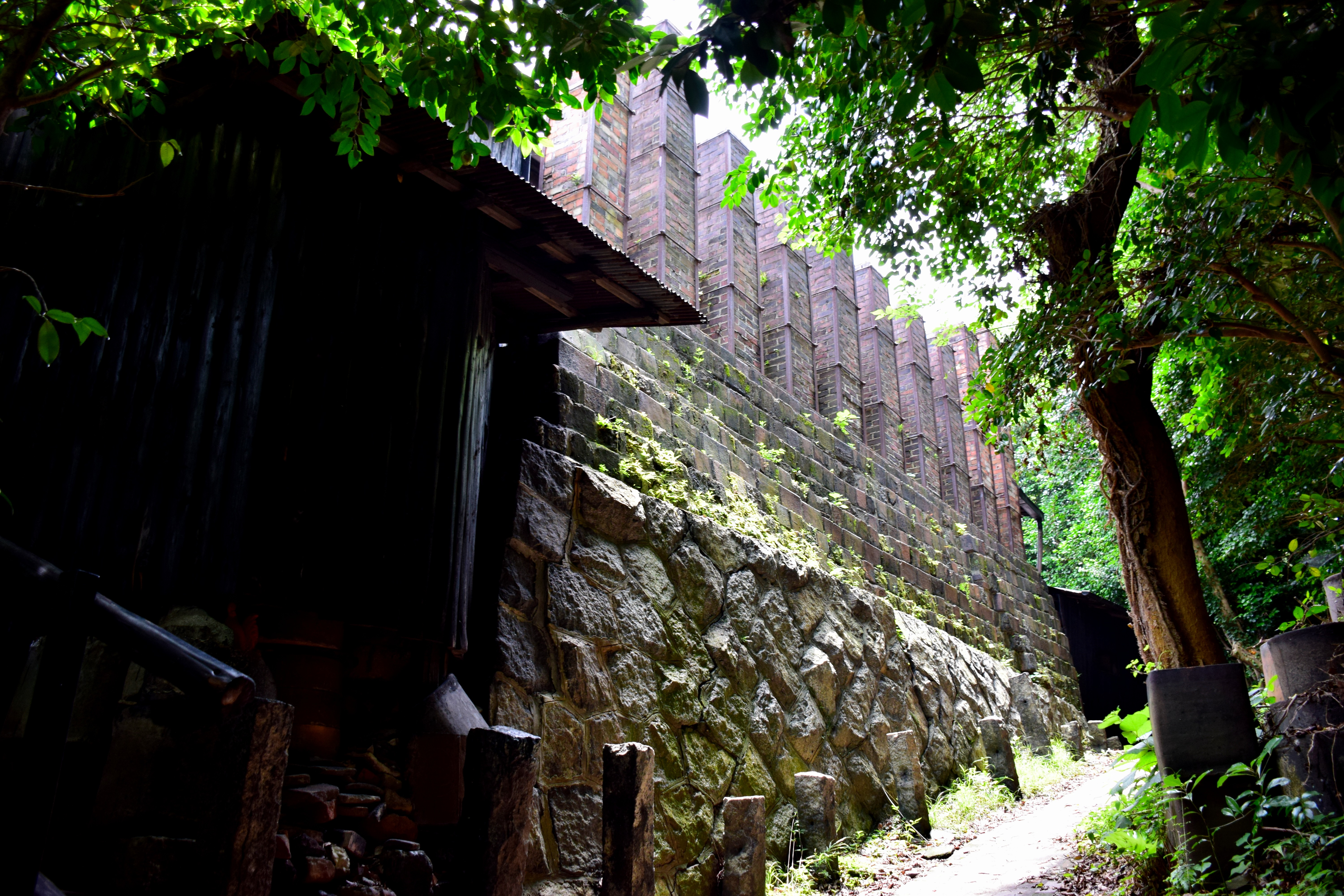
陶栄窯（常滑市）

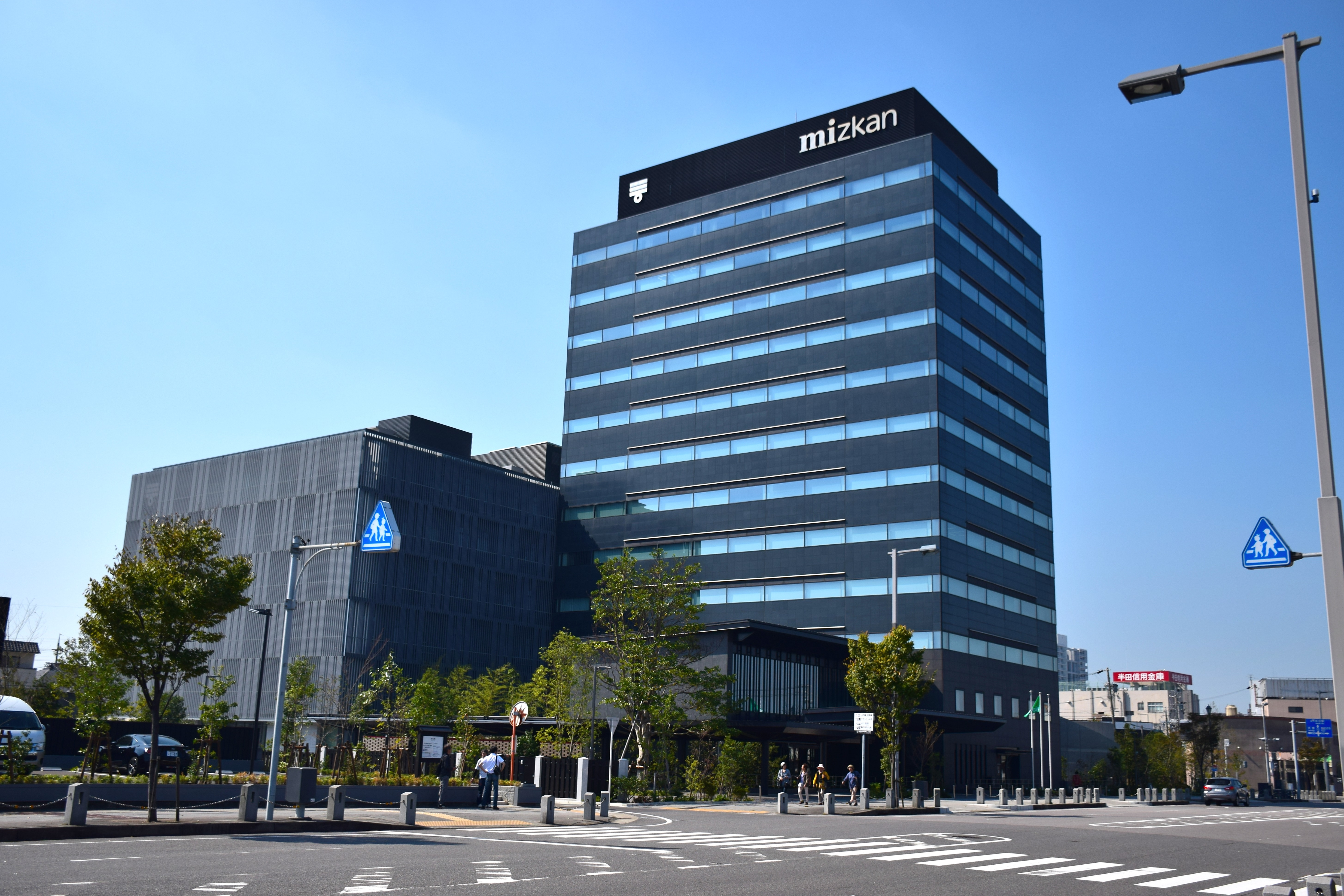
ミツカン本社（半田市）

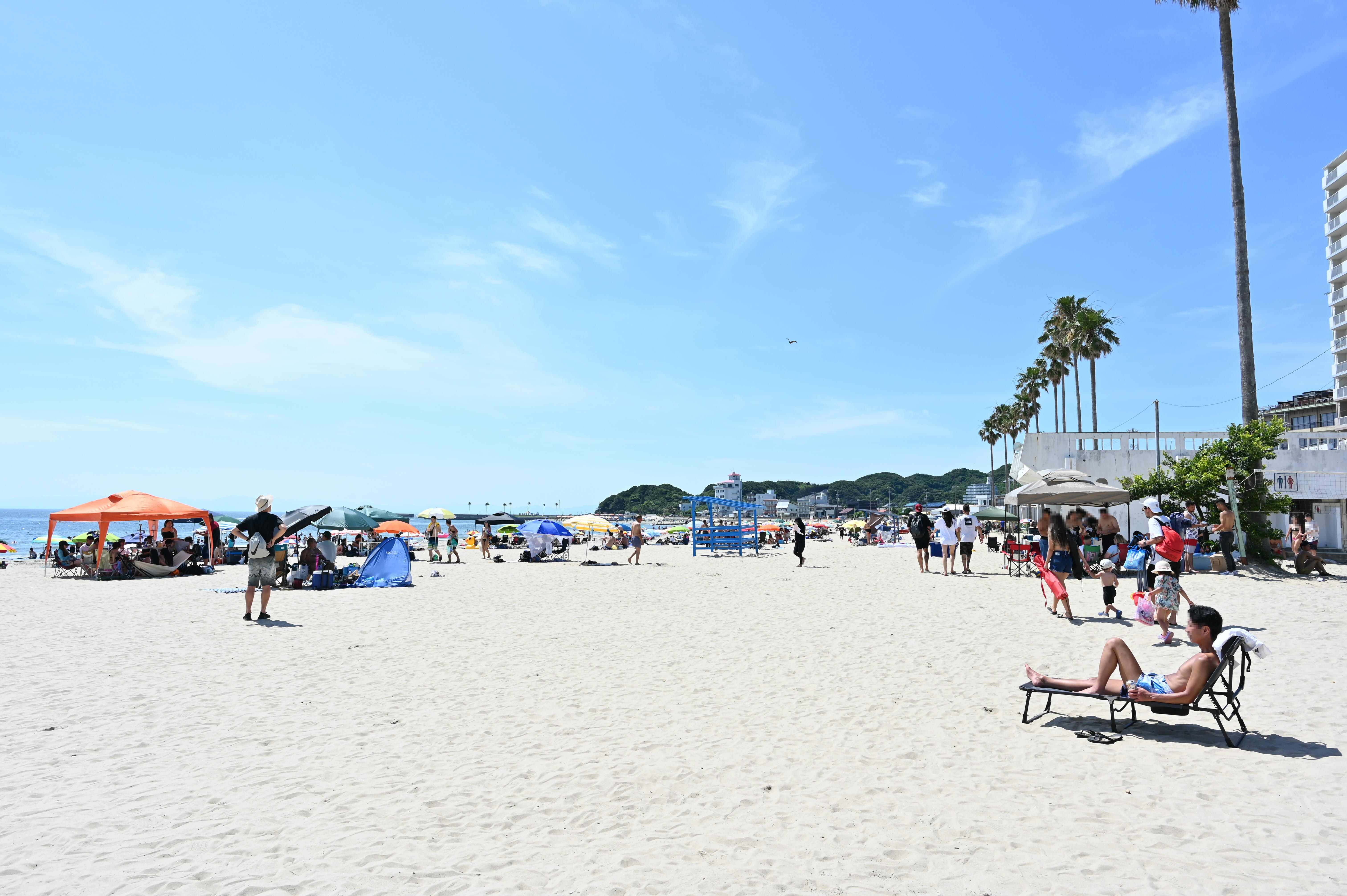
千鳥ヶ浜（南知多町）

東岸を走るJR武豊線沿いの武豊町、半田市には臨海工業地帯が発展している。また、西岸中部の常滑市は古くから焼き物（常滑焼）産地として知られ、明治時代からは陶製土管など陶器の大生産地である。西岸北部の東海市、知多市の沿岸部は名古屋港から続く埋立地に工場が連なり、中京工業地帯のコンビナートとなっている。西三河地域に接する東岸北部の大府市や東浦町では自動車産業の集積が見られる。醸造業も盛んであり、ミツカンが半田市に本社を置くほか、サントリーグループがウイスキー「知多」を生産している。
半島北部と対照的に南部は工業化が進んでおらず、漁港が点在する。西岸では砂浜がよく残り、内海海水浴場などを抱える名古屋圏の行楽地となっている。
知多半島のほぼ全域は名古屋鉄道（常滑線、河和線、知多新線）により名古屋圏と結ばれている。特に北部では住宅地開発が盛んで、企業が集積する名古屋市や西三河地方への通勤者も多い。また知多半島道路の整備により半田市、武豊町の内陸部の発展が著しい。
2005年には、常滑市沖を埋め立てた人工島に中部国際空港が開港し、知多半島が東海地方の海外に向けた空の玄関となっている。
大きな川が無い知多半島は古来水不足であった。岐阜県内から水を引く愛知用水（1961年開通）により、ようやく住民や観光客向けの水道水や農業用水、工業用水の需要を満たせるようになった。
かつて大府市の近崎(ちがさき、近世に行われた干拓事業により後に内地化)、半田市の亀崎、南知多町の鳶ヶ崎を「知多三崎」と称した。

## 交通インフラ

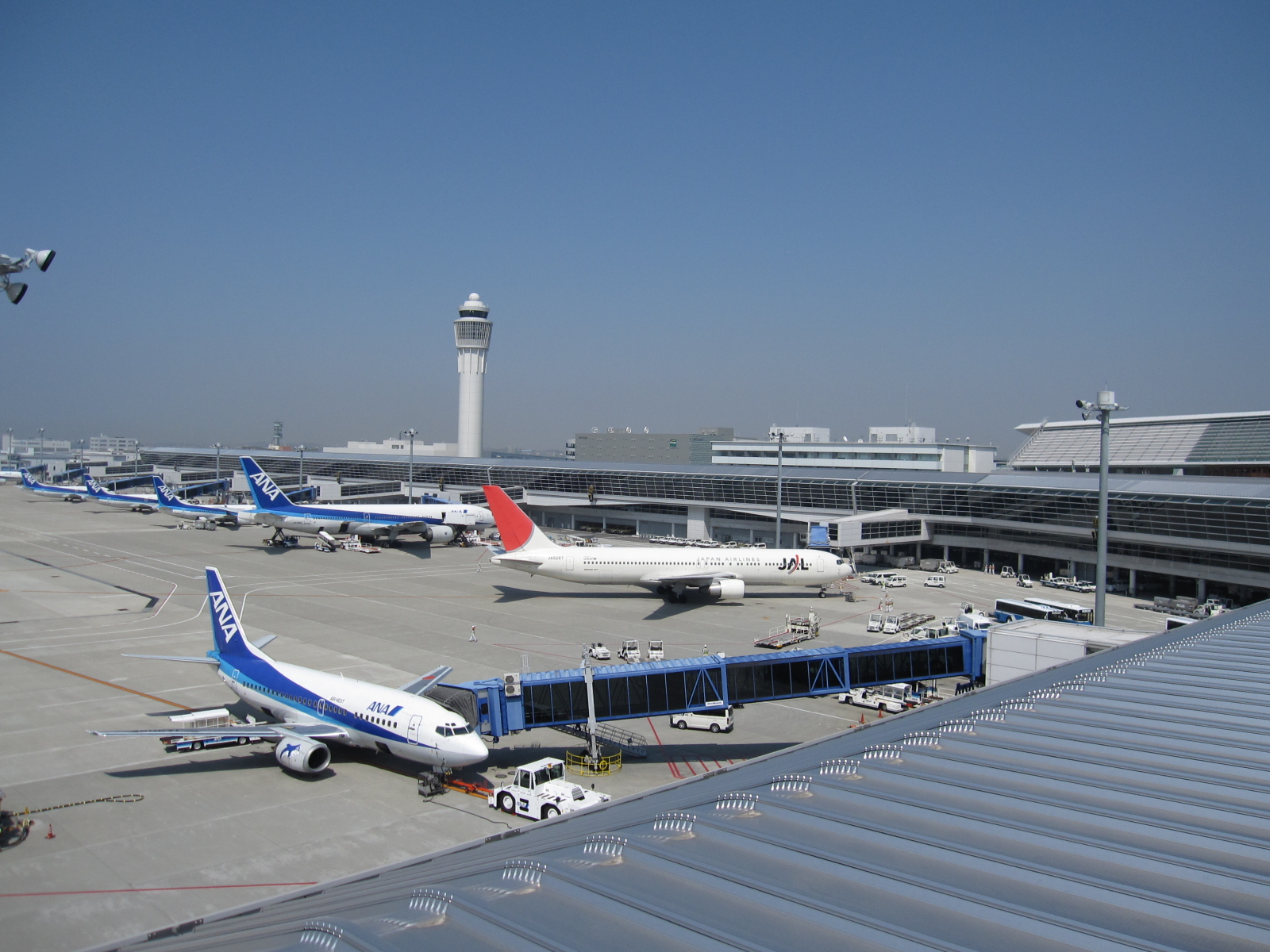
中部国際空港

### 道路
- 国道23号（名四国道）
- 国道155号
- 国道247号
- 国道302号（名古屋環状2号線）
- 国道366号
- 愛知県道511号武豊大府自転車道線（知多半島サイクリングロード）
- 名古屋高速道路
- 伊勢湾岸自動車道
- 知多半島道路（知多中央道路）
- 南知多道路（知多中央道路）
- 中部国際空港
- 知多横断道路（セントレアライン）
- 中部国際空港連絡道路（セントレアライン）
- 西知多産業道路

### 空港
- 中部国際空港

### 鉄道
東海旅客鉄道（JR東海）
- 東海道新幹線[注釈 1]
- 東海道本線
- 武豊線

名古屋鉄道（名鉄）
- 常滑線
- 空港線
- 河和線
- 知多新線

日本貨物鉄道（JR貨物）
- 名古屋臨海鉄道
- 衣浦臨海鉄道

## 10市町の概要
律令時代、知多半島は尾張国に所属した。したがって、稲沢市に有ったとされる尾張国の国府に服属していた。
北部は早くから中京工業地帯の一角を形成していた。特に北西部では製鉄・石油化学・火力発電などが発達し、北東部には自動車製造業の進出がみられる。近年は名古屋市の衛星都市化進行で人口増加が著しい。一方武豊町より南の地域は第1次産業を主体とした漁村地域で、少子高齢化が進み人口も減少傾向にある。全国区の話題となった南セントレア市は、美浜町と南知多町が合併して誕生する予定だった市名である。しかし住民投票の結果合併案は否決され、2町は当分単独行政を続けることとなった。
大府市
知多・名古屋・三河を結ぶ交通網の要衝であり、愛三工業や豊田自動織機、住友重機械工業などの大企業が軒並み本社・主力工場を構える工業都市。また、近年は人口が増加しており、名古屋市のベットタウンとしての性格を強めている。丘陵部では都市近郊農業が行われ、ブドウ・伊勢いもは県内一位の生産量を誇る。東浦町にまたがるウェルネスバレーは、健康・医療・介護・福祉関連の機関の一大集積地として開発が進んでおり、健康都市連合にも加盟している。
東海市
日本製鉄名古屋製鐵所や大同特殊鋼知多工場、愛知製鋼の本社が立地する製鉄業の市で、儒学者細井平洲の出身地でもある。カゴメの創業地である。また、洋ランの栽培が盛んなことから「鉄とランの街」とも呼ばれる。名鉄太田川駅周辺は、日本福祉大学の新キャンパスや大型ＳＣの新設など、再開発が進められ知多半島の新たな中心地としての影響力を強めている。
知多市
沿岸部は工業地帯になっており、火力発電所やオートリブ中部事業所など大手企業が数多く立地している。近年は名古屋市のベッドタウンとしても発達し、新しい商業施設などが進出している。また、名鉄朝倉駅の再開発事業が進められ、市役所の建て替えやホテルの新設など、知多半島の玄関口のひとつになっている。また、岡田地区は江戸時代から昭和30年代まで知多木綿の生産地として栄えた。また、サントリーのウイスキー「知多」はサントリー知多蒸溜所で生産されており、名前の由来ともなっている。
常滑市
愛知県内の瀬戸市と並んで日本有数の窯業の町であり、INAX（現・LIXIL）の本社があった。中部国際空港の開港により大型ショッピングセンターやレジャー施設などが進出している。常滑市民病院（現・知多半島りんくう病院）、常滑市消防本部が丘陵地の飛香台に移転し、同市の防災機能を高めている。りんくう町周辺の開発も進んでいる。
半田市
1937年に市制施行を果たし、古くから知多半島の中心都市として栄えた。江戸時代より醸造業が盛んで、ミツカンの本社がある。また山車祭りが有名で、亀崎潮干祭がユネスコ無形文化遺産に登録された「山・鉾・屋台行事」の一つに数えられる。知多半島最大の人口を誇るが、近年は高齢化が進み人口が減少している。
東浦町
宅地開発が進む一方、郊外型大型SCの立地で新たな知多半島北部の商業拠点となりつつある。2010年の国勢調査で人口5万人の要件を達成し（速報値で50,080人）、2012年1月に市制移行を目指していたが、人口水増しが発覚し副町長が逮捕される事件が発生。市制移行は先延ばしとなっている。
阿久比町
宅地開発が進み、人口が増加している。農業が盛んで阿久比米である『れんげちゃん』の産地。近年は隣接市の影響を受け自動車部品の工場も立地している。
武豊町
臨海部は工場立地が進んでおり、JERAによる石炭火力発電所『武豊火力発電所』など大手企業が立地している。たまり、たくあん、味噌などが有名。富貴地区には浦島太郎伝説もある。
美浜町
野間灯台、南知多ビーチランド、日本福祉大学（美浜キャンパス）などがある。海水浴場や釣り場を多く有し、東海地方各地から観光客を集めている。
南知多町
漁業が盛ん。内海・山海の両海水浴場に夏季は多くの観光客が訪れる。タコやフグ漁で有名な日間賀島や篠島は、現在、知多郡南知多町に属する。この2つの島はかつては三河国幡豆郡に所属した。

## 政治
衆議院小選挙区では10市町のうち大府市のみが愛知7区で、その他はすべて愛知8区に属する。概して自民党が比較的優位に立つ保守地盤で、久野忠治元郵政相の強固な県内有数の自民牙城であった。小選挙区制移行後も、中部国際空港や西知多道路の建設など多くの公共事業と各利権団体との結びつきによって、半島全域に強固な自民党の基盤を形成していた。しかし近年は、宅地開発が進み無党派層が増加したことによって、全国有数の激戦区となっている。そのような事情によって、第43回衆議院議員総選挙以降は、立憲民主党に所属する伴野豊と自民党の伊藤忠彦が激しくしのぎを削るようになった。大府市が含まれる7区は、名古屋市の衛星都市として発展してきた地域であり、非自民系が比較的強く民社党や民主党 の地盤であった。近年は無党派層の増加などにより世論や党勢の影響を受けやすい激戦区となっている。第50回衆議院議員総選挙では、国民民主党 から出馬した日野紗里亜が初当選を果たし、自民党の鈴木淳司元総務相は落選した。

## 方言
知多弁が話されている。
知多弁は広義の名古屋弁（尾張弁）に含まれるが、三河弁との共通点も多い。そのため、名古屋市や一宮市等の尾張北部とはアクセントや文法において幾分異なっている。

## その他

### 市外局番
- 0562（尾張横須賀MA）：東海市（一部を除く：旧横須賀町）、大府市、知多市（一部を除く：旧八幡町、岡田町）、東浦町
- 0569（半田MA）：半田市、常滑市、阿久比町、武豊町、美浜町、南知多町、知多市の一部（旧旭町）
- 052（名古屋MA）：東海市の一部（旧上野町）

### 自動車のナンバープレート
- 全地域で名古屋ナンバーを使っている。

## ギャラリー

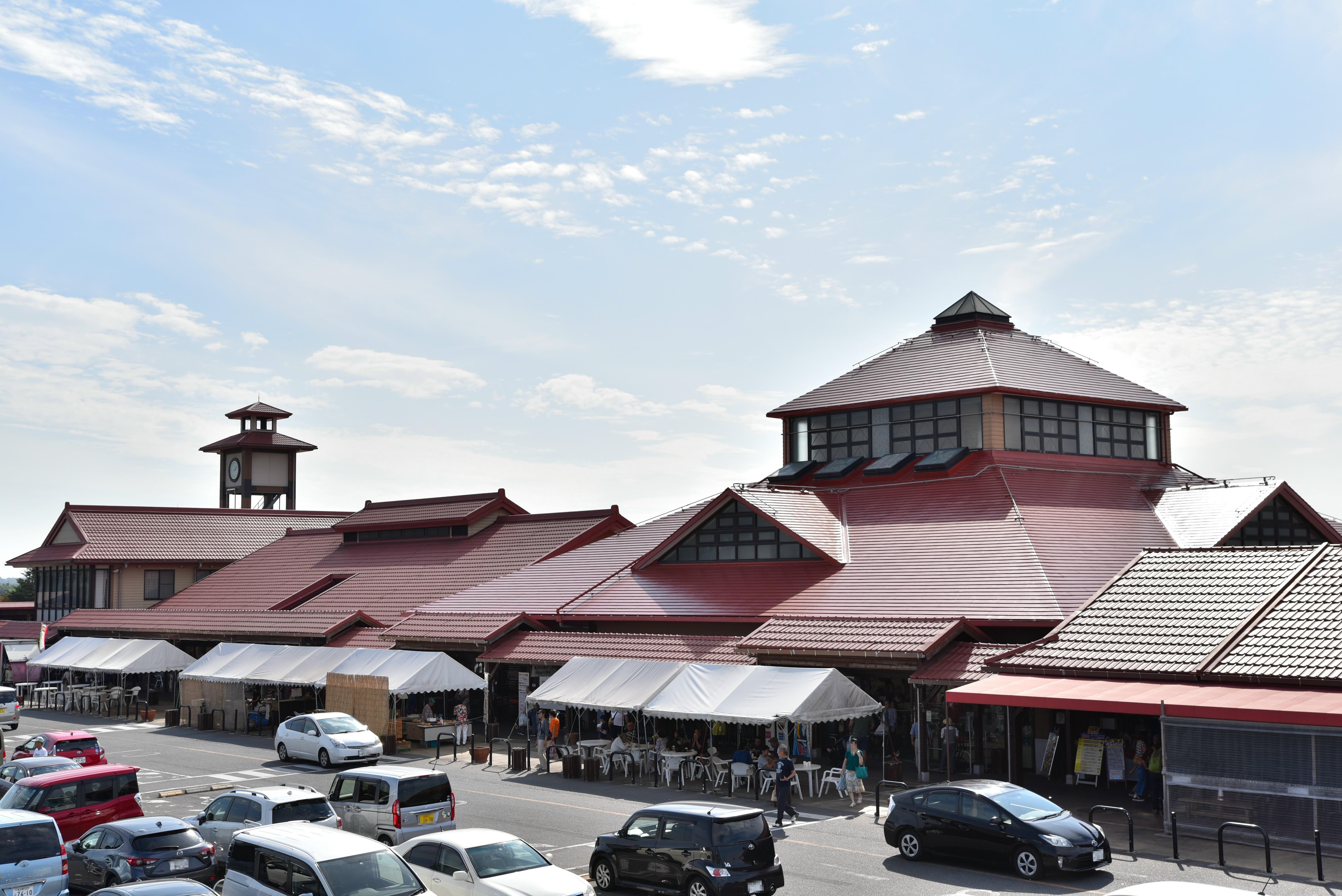
げんきの郷（大府市）
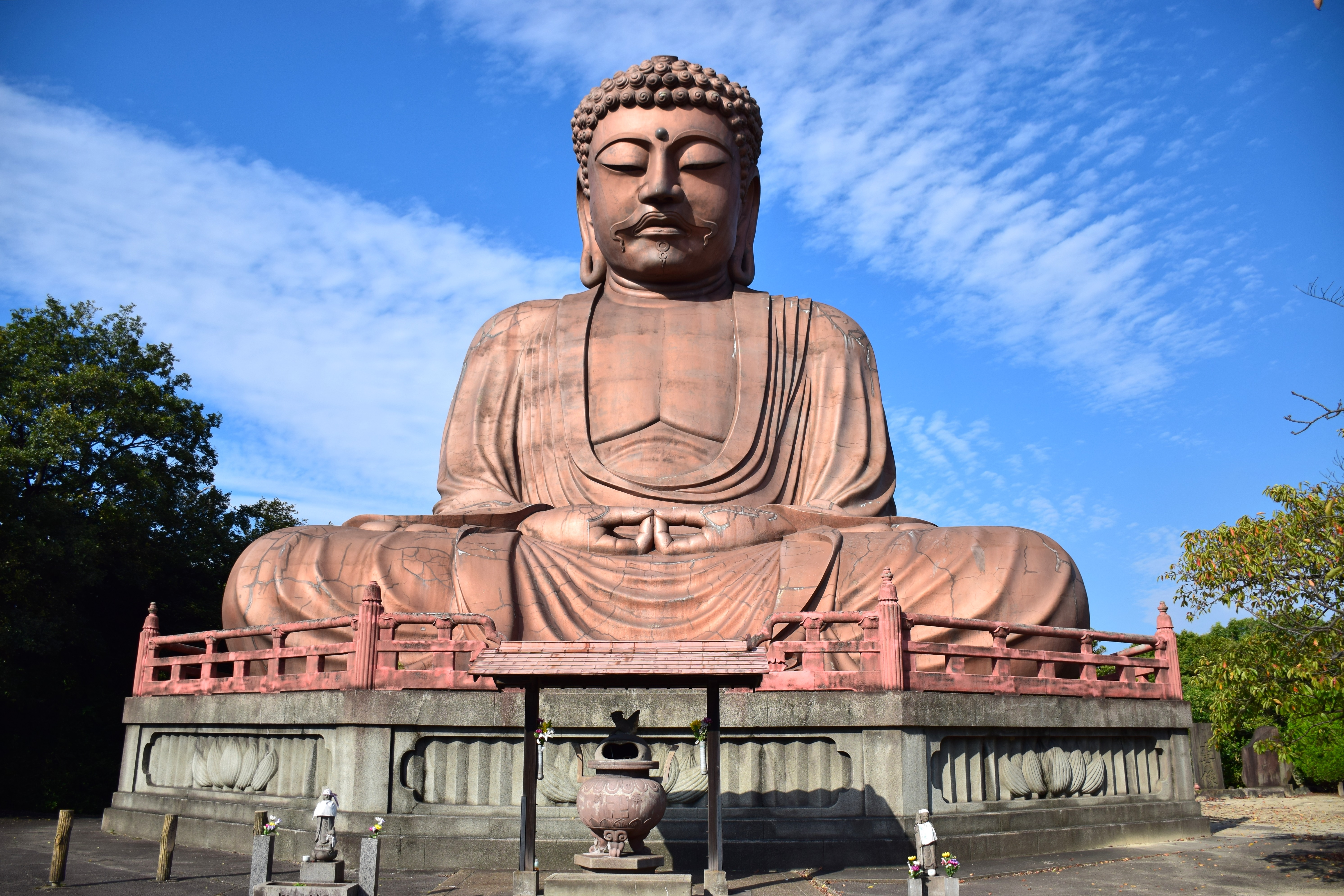
聚楽園大仏（東海市）
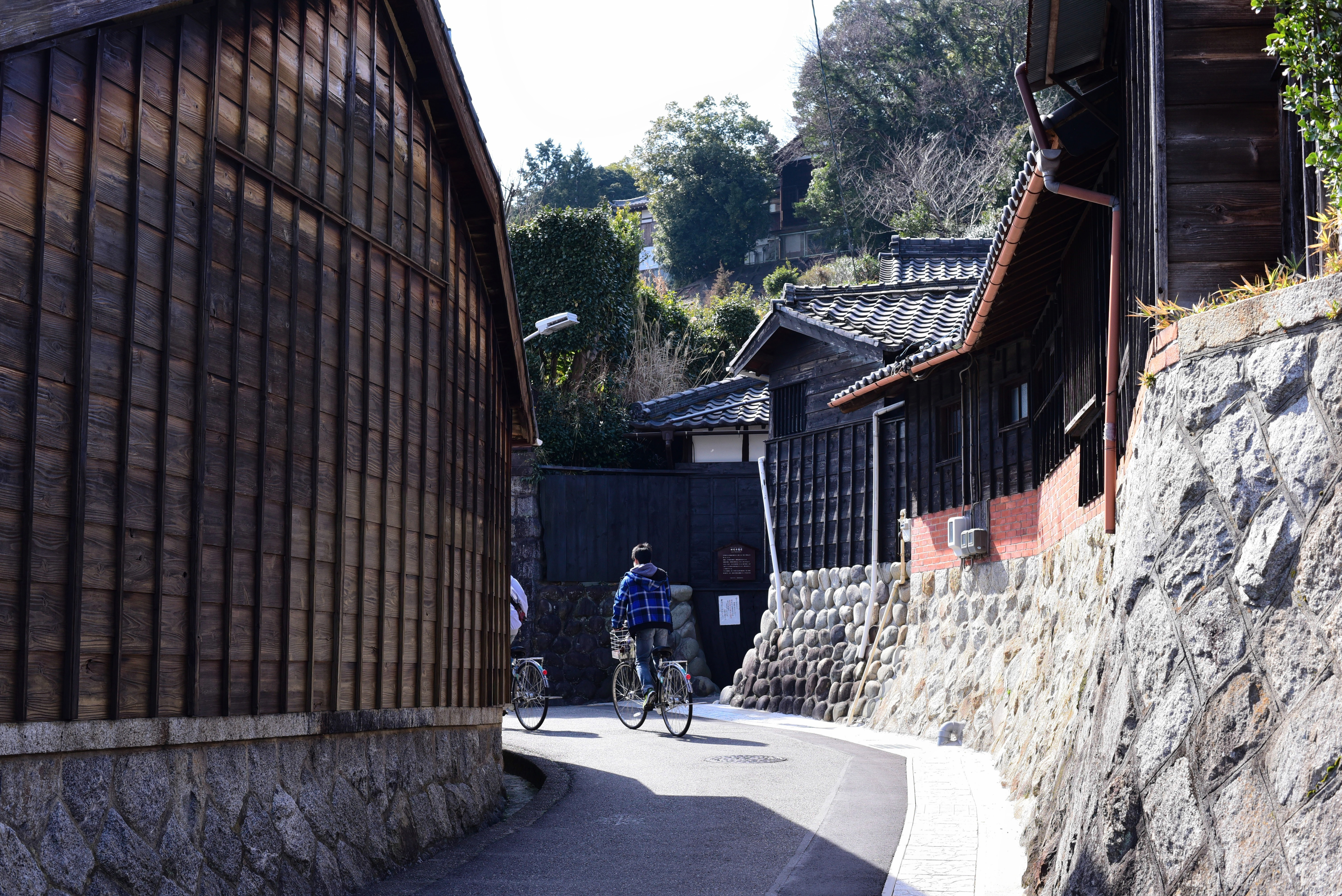
岡田の街並み（知多市）
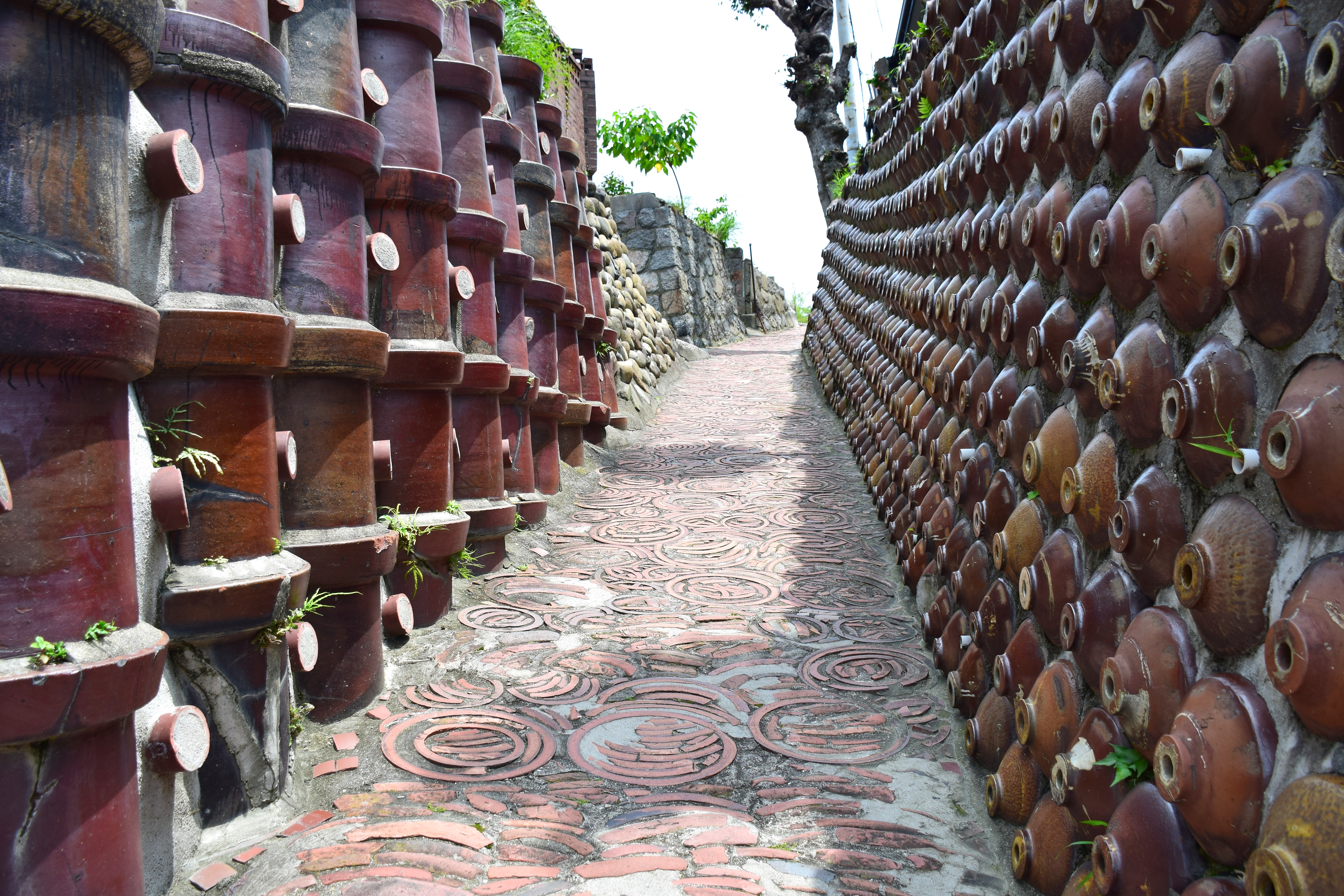
やきもの散歩道（常滑市）
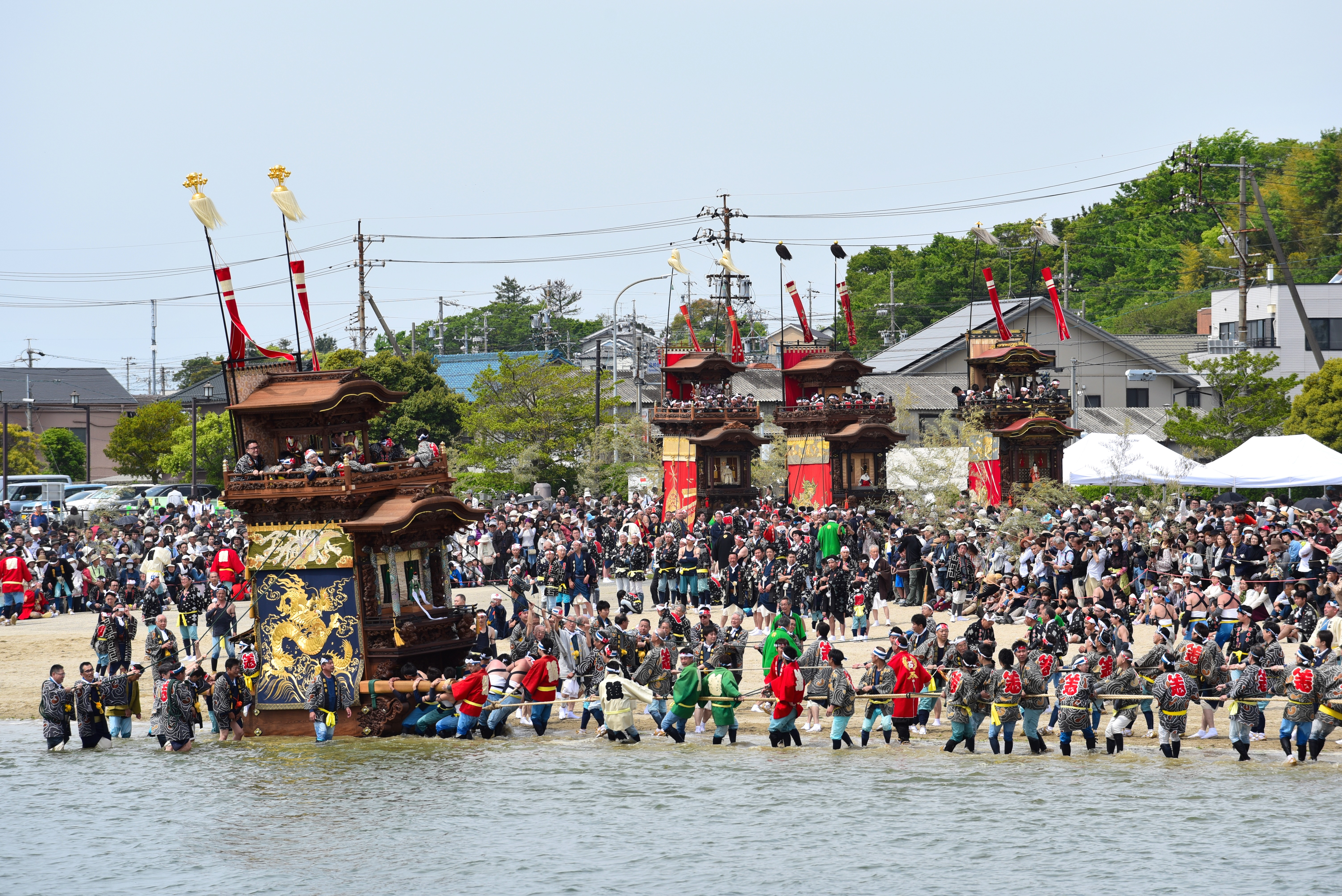
亀崎潮干祭（半田市）
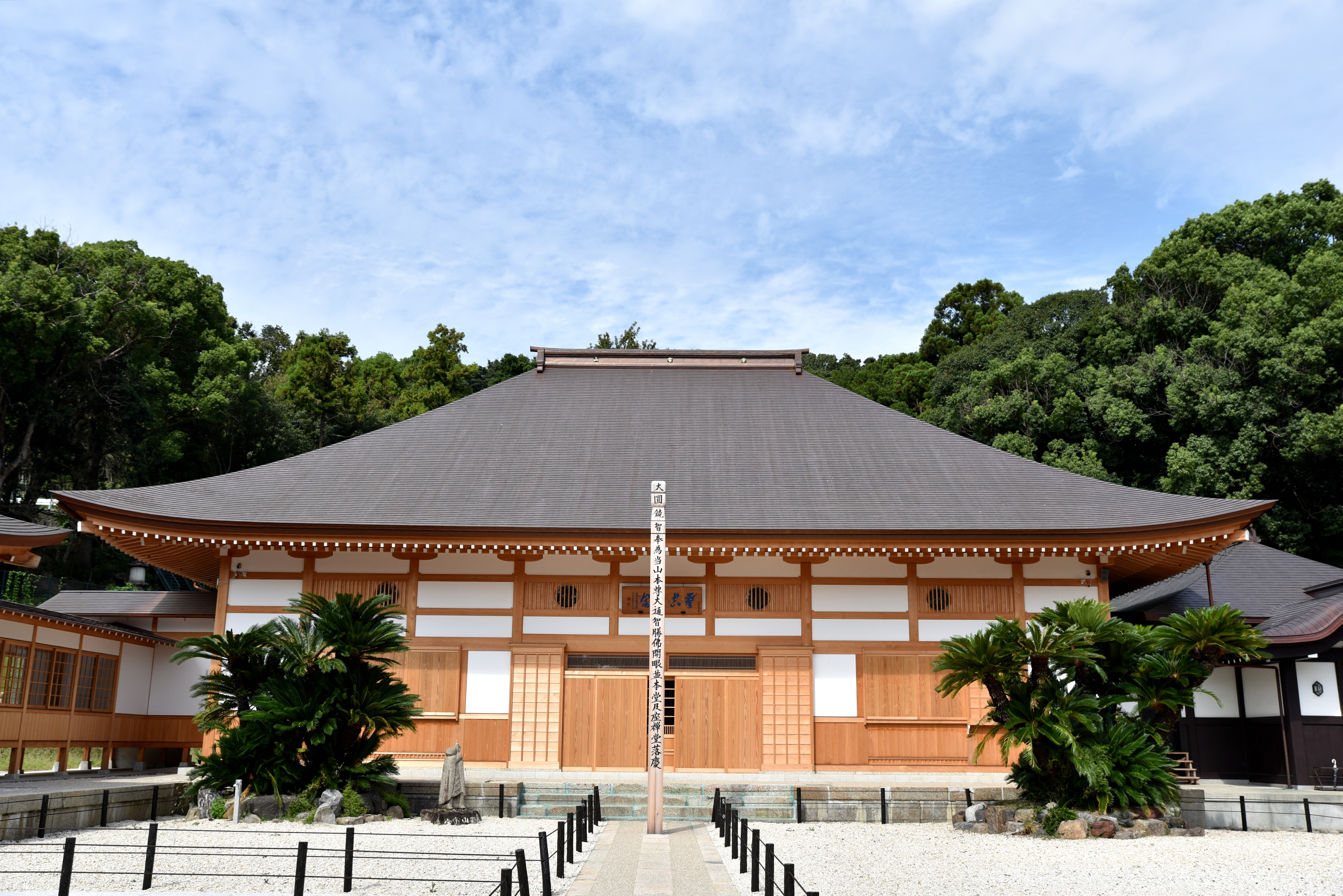
乾坤院（東浦町）
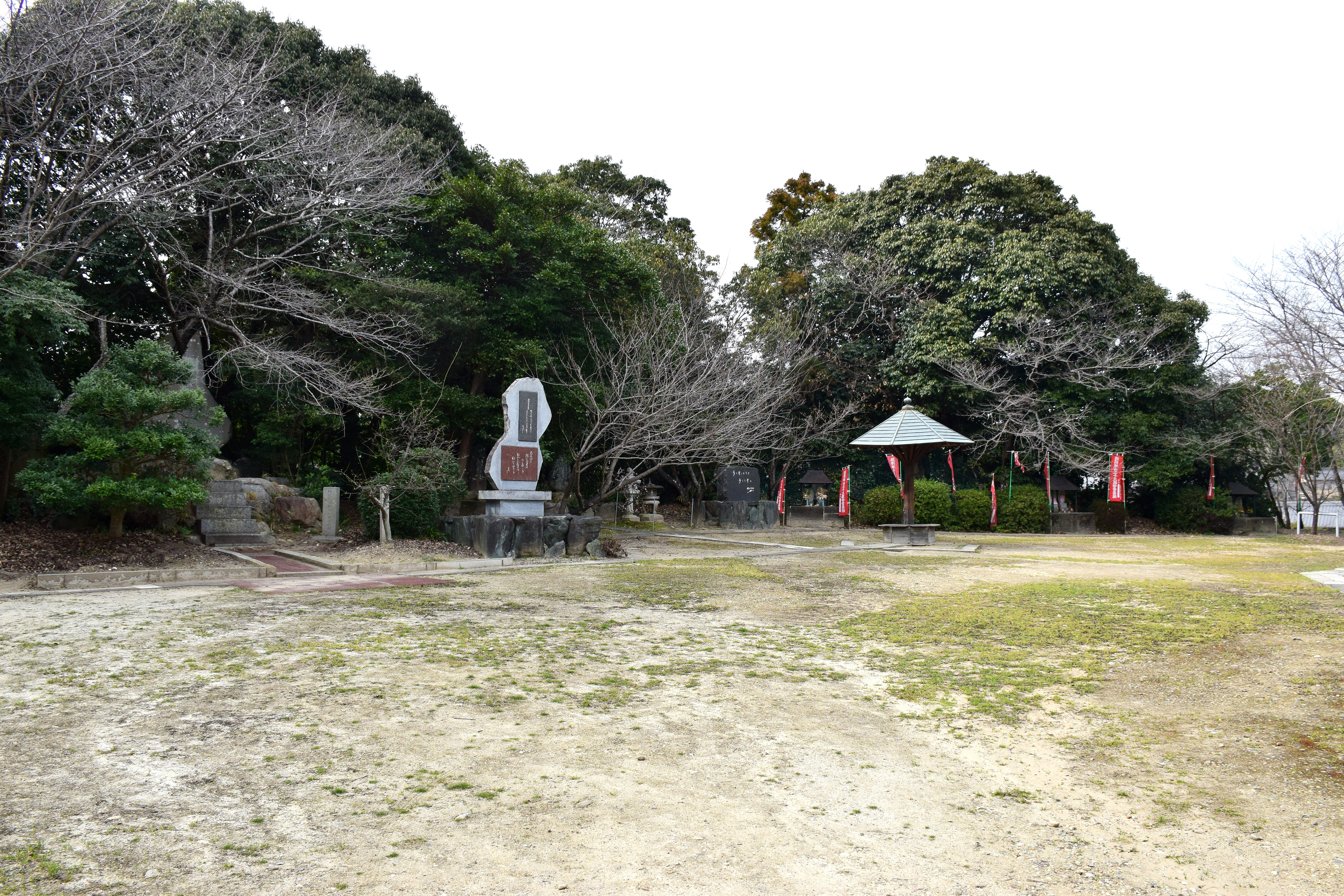
坂部城址（阿久比町）
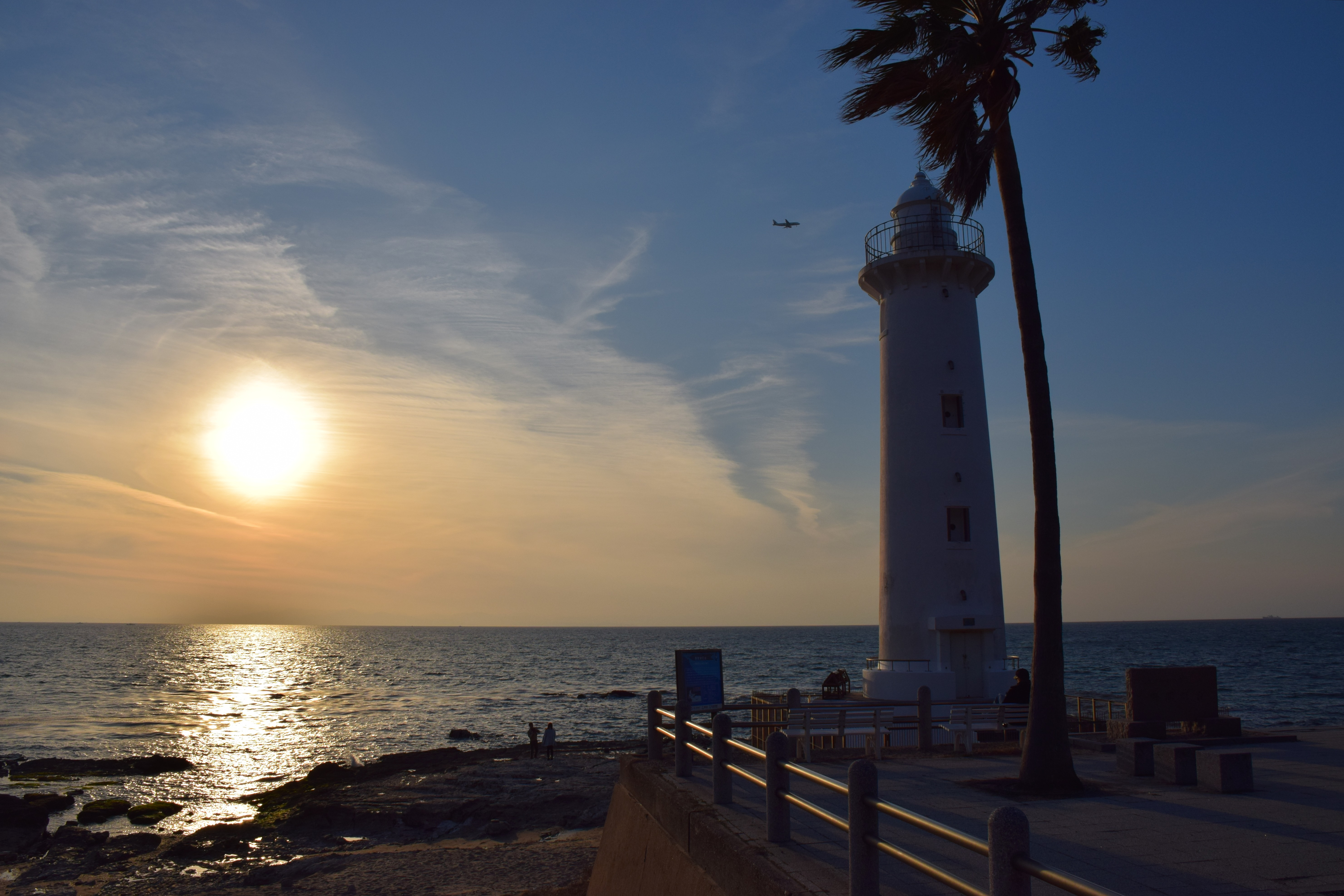
野間埼灯台（美浜町）
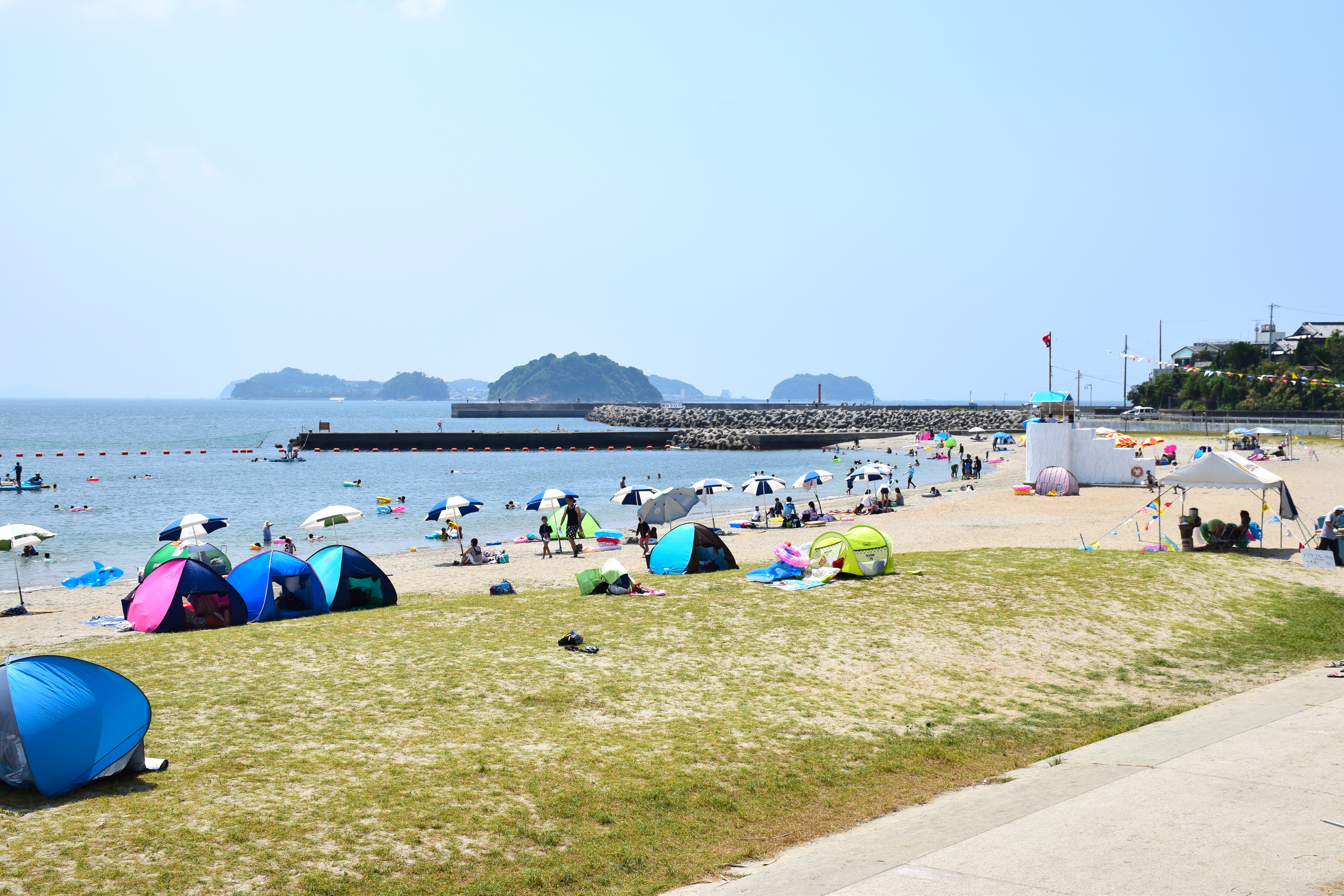
日間賀島（南知多町）
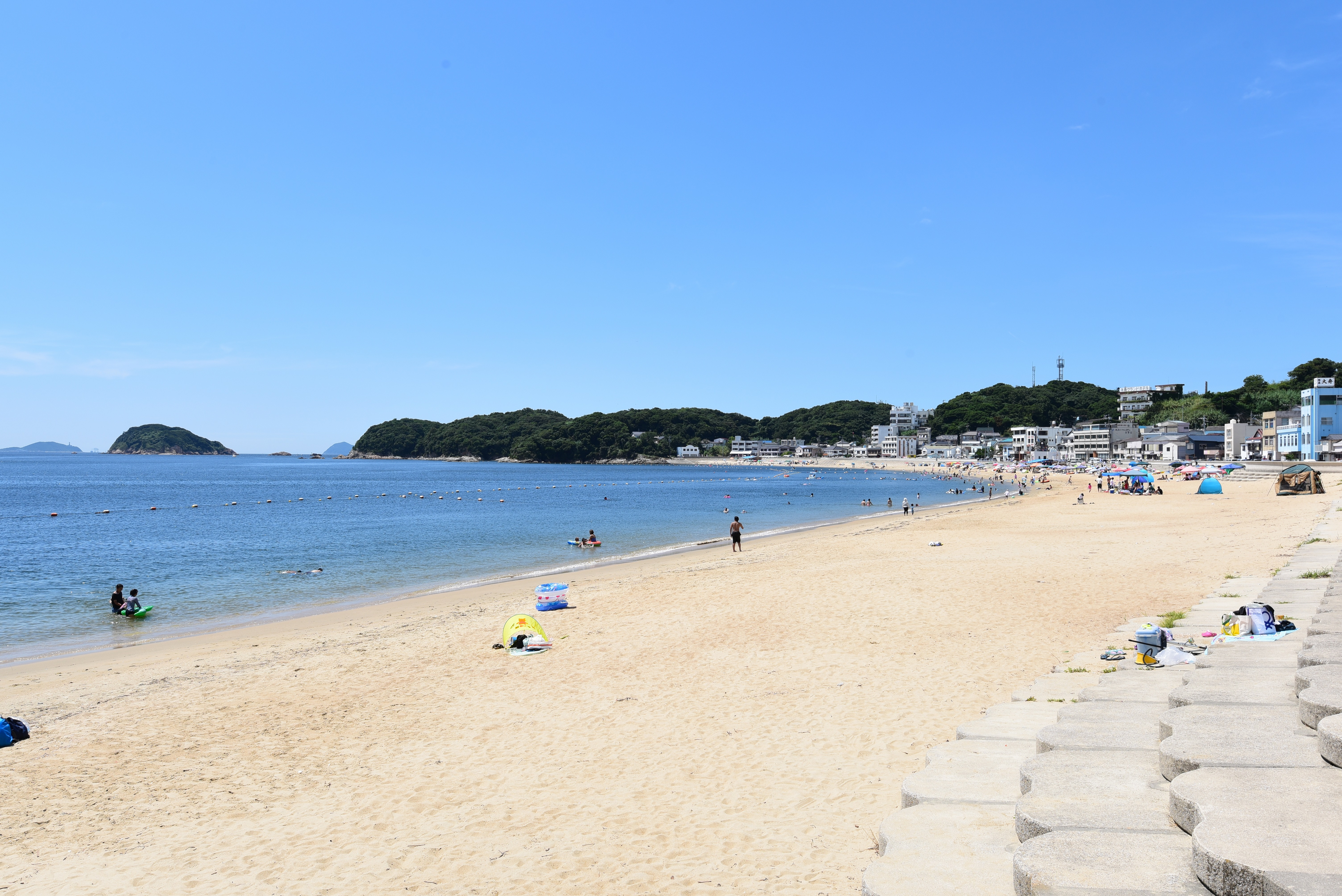
篠島（南知多町）